# Chiesa di Santa Maria della Consolazione (Ferrara)
La chiesa di Santa Maria della Consolazione è un edificio di culto del periodo rinascimentale, progettata da Biagio Rossetti, che si trova a Ferrara in via Mortara 94.

## Storia
All'origine della storia della chiesa vi è un miracolo che sarebbe avvenuto nel luogo dove sorge la chiesa. Un nobile ferrarese che si recava in un suo podere fuori città (molto prima che venissero costruite le mura cittadine e quando il nucleo centrale di Ferrara era ancora molto più a sud) venne raggiunto da alcuni banditi e si affidò alla Santissima Vergine. Rimasto illeso tornò sul luogo con una tela della Vergine che collocò proprio in quel punto. Nel 1189 sul sito venne edificato un piccolo oratorio per proteggere l'immagine alla quale col tempo vennero attribuite numerose guarigioni miracolose e grazie concesse.
L'afflusso di fedeli divenne notevole e duca Ercole I d'Este venne sollecitato a finanziare la costruzione di una chiesa adiacente l'oratorio. Il 5 aprile del 1501, alla presenza del duca, venne posta la prima pietra e i lavori si conclusero il 16 marzo 1516. Qui vi fu trasferita l'icona miracolosa.
Vicino alla chiesa sorse anche un convento che nel 1528 risultava già essere occupato dalla Congregazione dei Serviti dell'Osservanza. In Santa Maria della Consolazione venne sepolta nel 1608 Marfisa d'Este, ultima esponente degli Este in città, dopo la devoluzione di Ferrara avvenuta nel 1598. Nel 1781 papa Pio VI decretò la soppressione del convento, i cui diritti passarono ai Servi di Maria della basilica di San Pellegrino Laziosi, in Forlì, mentre la chiesa continuò a essere officiata come parrocchia dipendente dalla Curia ferrarese.
Nell'ultimo ventennio del XIX secolo la chiesa venne chiusa al culto e adibita a magazzino prima militare poi comunale, mentre gli arredi sacri furono distribuiti tra le chiese della diocesi. Nel 1964 la chiesa e il chiostro vennero restaurati ad opera della Ferrariae Decus e dalla Cassa di Risparmio di Ferrara. Nel 1970 vi furono girate alcune scene del film Thomas e gli indemoniati, diretto da Pupi Avati. A partire dal 1972, la chiesa fu riaperta al pubblico.
A causa del terremoto dell'Emilia del 2012 la chiesa è stata resa inagibile e nel 2019 sono iniziati i lavori di restauro. Nel 2021 la chiesa è stata riaperta al culto.

## Descrizione

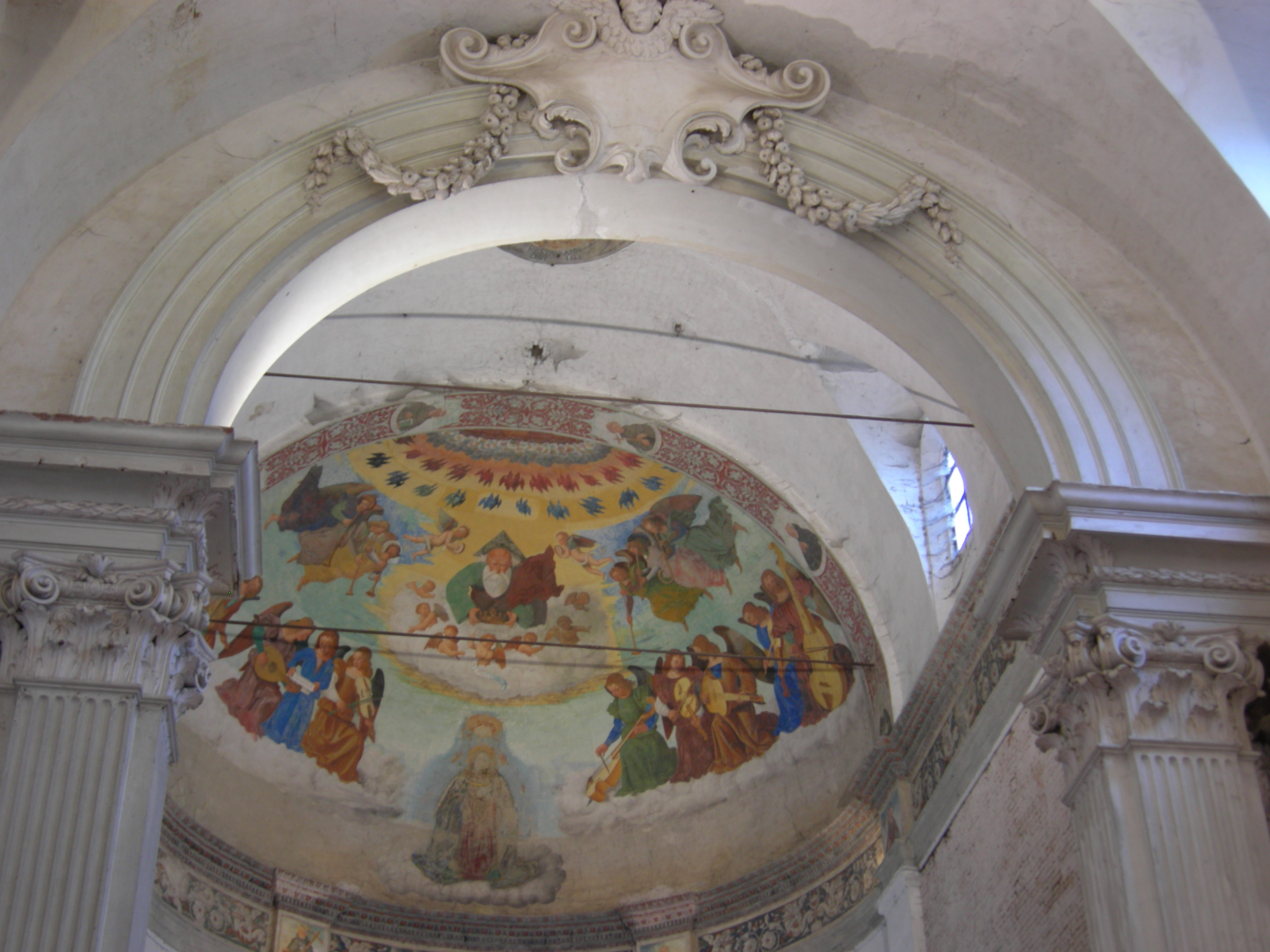
Incoronazione della Vergine e angeli musicanti, 1505 circa, affresco catino absidale

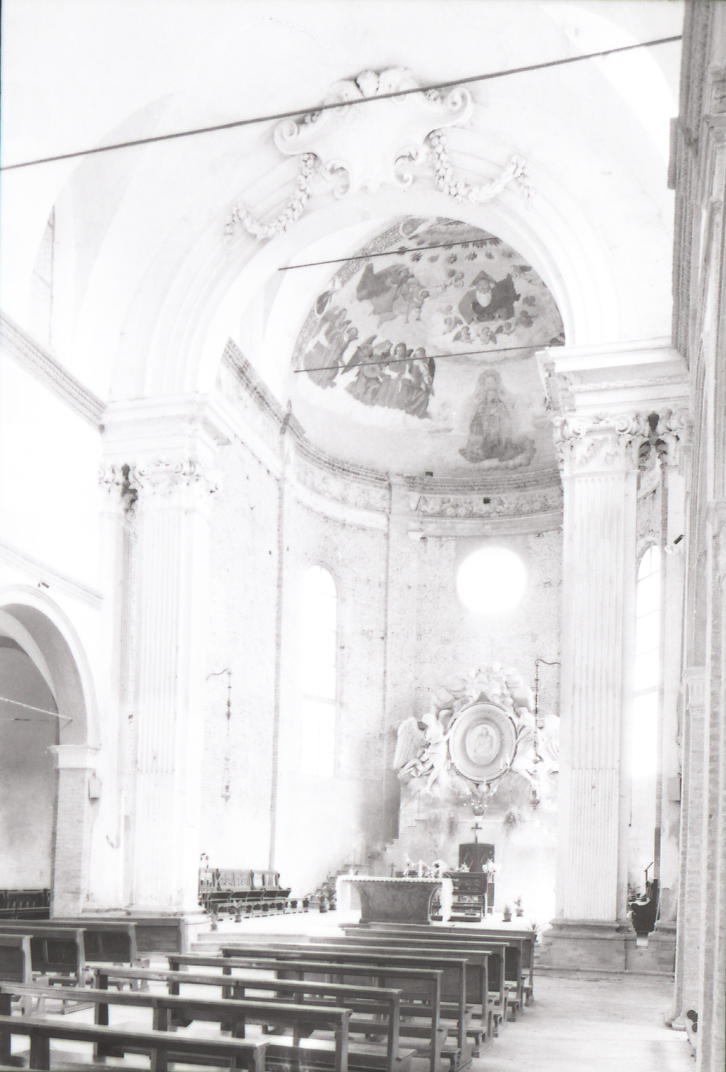
Il presbiterio

### Esterno
Il progetto di Biagio Rossetti, architetto di fiducia del duca Ercole d'Este, non fu completato. La chiesa ha una facciata incompiuta, mentre l'abside è di dimensioni monumentali rispetto al resto dell'edificio. Davanti al portale maggiore è presente un protiro che in origine doveva diventare un nartece. Nella lunetta del portale maggiore, seppure molto rovinato, è visibile un affresco raffigurante la Madonna col Bambino e angeli realizzato dal Bastianino nel 1581.

### Interno
La sala è divisa in tre navate di cui quella centrale è coperta con una volta a botte lunettata. All'interno la luce è intensa e gode di uno speciale effetto dovuto alla colorazione del cotto. Le navate sono spoglie e non c'è neppure l'icona miracolosa ma nel catino absidale è presente un affresco dei primi anni del cinquecento di notevole pregio raffigurante l'Incoronazione della Vergine. Di particolare rilievo sono gli strumenti musicali e gli angeli che accompagnano la scena. L'opera attribuita dalla letteratura locale ad artisti ferraresi è stata recentemente avvicinata all'ambito artistico romagnolo e in particolare al pittore Baldassare Carrari.